# Élections législatives de 2007 en région Centre
 (mai 2021).
Si vous disposez d'ouvrages ou d'articles de référence ou si vous connaissez des sites web de qualité traitant du thème abordé ici, merci de compléter l'article en donnant les références utiles à sa vérifiabilité et en les liant à la section « Notes et références ».
Les élections législatives de 2007 en région Centre eurent lieu les 10 juin et 17 juin 2007. Le mode de scrutin utilisé fut le scrutin uninominal majoritaire à deux tours.

## Cher

### 1recirconscription(Bourges - Aubigny-sur-Nère)
| Nom du candidat       | Parti                                     | Résultats 1er tour | Résultats 1er tour | Résultats 2e tour | Résultats 2e tour |
| Nom du candidat       | Parti                                     | Voix               | %                  | Voix              | %                 |
| --------------------- | ----------------------------------------- | ------------------ | ------------------ | ----------------- | ----------------- |
| Yves Fromion, sortant | UMP                                       |                    | 46,35              |                   | 55,92             |
| Irène Félix           | PS                                        |                    | 24,69              |                   | 44,08             |
| Alain Tanton          | UDF-MoDem                                 |                    | 8,15               |                   |                   |
| Yannick Bedin         | PCF                                       |                    | 5,28               |                   |                   |
| Jean d'Ogny           | FN                                        |                    | 4,94               |                   |                   |
| Roger Ledoux          | Les Verts                                 |                    | 3,19               |                   |                   |
| Jérôme Castaing       | LCR                                       |                    | 1,95               |                   |                   |
| Jean-Marc Foltier     | CPNT                                      |                    | 1,50               |                   |                   |
| Sylvie Cerveau        | LO                                        |                    | 1,37               |                   |                   |
| Catherine Mallié      | MPF                                       |                    | 0,97               |                   |                   |
| Françoise Maréchal    | La France en action                       |                    | 0,64               |                   |                   |
| Odile Tissot          | MRC                                       |                    | 0,51               |                   |                   |
| Marinette Dosne       | MNR                                       |                    | 0,45               |                   |                   |
| Josette Eydoux        | Rassemblement pour l'initiative citoyenne | 9                  | 0,02               |                   |                   |

### 2ecirconscription(Bourges - Vierzon)
| Nom du candidat               | Parti               | Résultats 1er tour | Résultats 1er tour | Résultats 2e tour | Résultats 2e tour |
| Nom du candidat               | Parti               | Voix               | %                  | Voix              | %                 |
| ----------------------------- | ------------------- | ------------------ | ------------------ | ----------------- | ----------------- |
| Jean-Claude Sandrier, sortant | PCF                 |                    | 31,20              |                   | 57,37             |
| Franck Thomas-Richard         | UMP                 |                    | 34,46              |                   | 42,63             |
| Marie-Hélène Bodin            | PS                  |                    | 13,26              |                   |                   |
| Nadia Essayan                 | UDF-MoDem           |                    | 6,95               |                   |                   |
| Françoise Merlin              | FN                  |                    | 4,98               |                   |                   |
| Bérengère Esnault             | Les Verts           |                    | 2,17               |                   |                   |
| Charlie Couverture            | LCR                 |                    | 1,71               |                   |                   |
| Sylvie Cormier                | CPNT                |                    | 1,71               |                   |                   |
| Gabrielle Dubus               | MPF                 |                    | 1,61               |                   |                   |
| Régis Robin                   | LO                  |                    | 1,30               |                   |                   |
| Louis Léon                    | La France en action |                    | 0,66               |                   |                   |

### 3ecirconscription(Bourges - Saint-Amand-Montrond)
| Nom du candidat       | Parti              | Résultats 1er tour | Résultats 1er tour | Résultats 2e tour | Résultats 2e tour |
| Nom du candidat       | Parti              | Voix               | %                  | Voix              | %                 |
| --------------------- | ------------------ | ------------------ | ------------------ | ----------------- | ----------------- |
| Louis Cosyns, sortant | UMP                |                    | 41,39              |                   | 50,43             |
| Yann Galut            | PS                 |                    | 31,06              |                   | 49,57             |
| Michel Mrozek         | UDF-MoDem          |                    | 8,57               |                   |                   |
| Sabine de Villeroché  | FN                 |                    | 5,28               |                   |                   |
| Eliane Pessel         | MRC                |                    | 2,68               |                   |                   |
| Marie-Pierre Régnault | LCR                |                    | 2,32               |                   |                   |
| Joël Crotté           | Les Verts          |                    | 2,08               |                   |                   |
| Guy Lemoine           | CPNT               |                    | 1,63               |                   |                   |
| Colette Cordat        | LO                 |                    | 1,57               |                   |                   |
| Blanche de Ridder     | MPF                |                    | 1,55               |                   |                   |
| Jean-Luc Julien       | Gauche Alternative |                    | 1,40               |                   |                   |
| Hugues Toussaint      | Sans étiquette     |                    | 0,47               |                   |                   |

## Eure-et-Loir

### 1recirconscription(Chartres)
| Nom du candidat                                                                  | Parti     | Résultats 1er tour | Résultats 1er tour | Résultats 2e tour | Résultats 2e tour |
| Nom du candidat                                                                  | Parti     | Voix               | %                  | Voix              | %                 |
| -------------------------------------------------------------------------------- | --------- | ------------------ | ------------------ | ----------------- | ----------------- |
| Jean-Pierre Gorges, sortant, maire de Chartres, président de Chartres Métropole. | UMP       | 20 596             | 40,73              | 23 556            | 50,06             |
| Françoise Vallet, conseillère municipale de Chartres.                            | PS        | 12 632             | 24,98              | 23 497            | 49,94             |
| Éric Chevée                                                                      | UDF-MoDem | 9 193              | 18,18              |                   |                   |
| Gabrielle Delvallée                                                              | FN        | 2 657              | 5,25               |                   |                   |
| Claude Épineau                                                                   | Les Verts | 1 885              | 3,73               |                   |                   |
| Mathieu Dameron                                                                  | LCR       | 1 251              | 2,47               |                   |                   |
| Lionel Geollot                                                                   | PCF       | 989                | 1,96               |                   |                   |
| Kathy Garreyn                                                                    | CPNT      | 775                | 1,53               |                   |                   |
| Marie-José Aubert                                                                | LO        | 592                | 1,17               |                   |                   |

### 2ecirconscription(Dreux)
| Nom du candidat       | Parti     | Résultats 1er tour | Résultats 1er tour | Résultats 2e tour | Résultats 2e tour |
| Nom du candidat       | Parti     | Voix               | %                  | Voix              | %                 |
| --------------------- | --------- | ------------------ | ------------------ | ----------------- | ----------------- |
| Gérard Hamel, sortant | UMP       | 18 662             | 47,37              | 22 120            | 60,41             |
| Birgitta Hessel       | PS        | 8 472              | 21,50              | 14 496            | 39,59             |
| Jean-Pierre Gaboriau  | UDF-MoDem | 4 118              | 10,45              |                   |                   |
| Jacques Dautrême      | FN        | 3 061              | 7,77               |                   |                   |
| Françoise Duthu       | Les Verts | 1 277              | 3,24               |                   |                   |
| Martine Galvin        | LCR       | 827                | 2,10               |                   |                   |
| Jocelyne Rigourd      | MPF       | 797                | 2,02               |                   |                   |
| Gisèle Quérité        | PCF       | 788                | 2,00               |                   |                   |
| Véronique Genet       | CPNT      | 637                | 1,62               |                   |                   |
| Vincent Chevrollier   | LO        | 404                | 1,03               |                   |                   |
| Béatrice Jaffrenou    | PT        | 356                | 0,90               |                   |                   |

### 3ecirconscription(Nogent-le-Rotrou - Lucé)
| Nom du candidat          | Parti         | Résultats 1er tour | Résultats 1er tour | Résultats 2e tour | Résultats 2e tour |
| Nom du candidat          | Parti         | Voix               | %                  | Voix              | %                 |
| ------------------------ | ------------- | ------------------ | ------------------ | ----------------- | ----------------- |
| Laure de La Raudière     | UMP           | 14 579             | 34,97              | 21 648            | 53,32             |
| François Huwart, sortant | PRG           | 12 470             | 29,91              | 18 950            | 46,68             |
| Patrick Hoguet           | Divers droite | 4 797              | 11,51              |                   |                   |
| Philippe Loiseau         | FN            | 3 000              | 7,20               |                   |                   |
| Isabelle Divecki         | UDF-MoDem     | 2 309              | 5,54               |                   |                   |
| Karim Laanaya            | Les Verts     | 1 125              | 2,70               |                   |                   |
| Stéphane Mourad          | LCR           | 756                | 1,81               |                   |                   |
| Pascal Emmanuel          | app. PCF      | 666                | 1,60               |                   |                   |
| Hugues Deballon          | MPF           | 593                | 1,42               |                   |                   |
| Anne-Catherine Godde     | LO            | 552                | 1,32               |                   |                   |
| Françoise Ribeiro        | CPNT          | 527                | 1,26               |                   |                   |
| Nicole Mas               | PT            | 316                | 0,76               |                   |                   |

### 4ecirconscription(Châteaudun)
| Nom du candidat        | Parti     | Résultats 1er tour | Résultats 1er tour | Résultats 2e tour | Résultats 2e tour |
| Nom du candidat        | Parti     | Voix               | %                  | Voix              | %                 |
| ---------------------- | --------- | ------------------ | ------------------ | ----------------- | ----------------- |
| Philippe Vigier        | PSLE      | 23 918             | 57,12              |                   |                   |
| Serge Fauve            | PS        | 9 467              | 22,61              |                   |                   |
| Marie-France Garcette  | FN        | 2 342              | 5,59               |                   |                   |
| Dominique Garcia       | app. PCF  | 1 356              | 3,24               |                   |                   |
| Danielle Auroi         | Les Verts | 1 298              | 3,10               |                   |                   |
| Alice Bouyssou         | LCR       | 1 096              | 2,62               |                   |                   |
| Bernadette Jouachim    | MPF       | 964                | 2,30               |                   |                   |
| Jessica Guillet-Briand | CPNT      | 879                | 2,10               |                   |                   |
| Miren Chaize           | LO        | 554                | 1,32               |                   |                   |

## Indre

### 1recirconscription(Ardentes, Chateauroux)
| Nom du candidat          | Parti                                   | Résultats 1er tour | Résultats 1er tour | Résultats 2e tour | Résultats 2e tour |
| Nom du candidat          | Parti                                   | Voix               | %                  | Voix              | %                 |
| ------------------------ | --------------------------------------- | ------------------ | ------------------ | ----------------- | ----------------- |
| Michel Sapin             | PS                                      |                    | 31,71              |                   | 50,55             |
| Jean-Yves Hugon, sortant | UMP                                     |                    | 41,15              |                   | 49,45             |
| Jean-Paul Thibault       | Divers gauche                           |                    | 7,58               |                   |                   |
| Jacques Jacquelin        | UDF-MoDem                               |                    | 4,41               |                   |                   |
| Michel Hubault           | FN                                      |                    | 3,89               |                   |                   |
| Michel Fradet            | PCF                                     |                    | 2,35               |                   |                   |
| Patricia Danguy          | Les Verts                               |                    | 2,20               |                   |                   |
| Lolita Rouhart           | LCR                                     |                    | 1,93               |                   |                   |
| Marc Varret              | MPF                                     |                    | 1,13               |                   |                   |
| Patrick Bouyat           | Le Trèfle                               |                    | 0,95               |                   |                   |
| Aline Dolidier           | Communistes                             |                    | 0,80               |                   |                   |
| Elisabeth Milon          | LO                                      |                    | 0,62               |                   |                   |
| Nathalie Manceau         | Mouvement écologiste indépendant        |                    | 0,48               |                   |                   |
| Bernard Gauthier         | MNR                                     |                    | 0,40               |                   |                   |
| Sylvaine Malinowski      | La France en action                     |                    | 0,39               |                   |                   |
| Joël Penazzo             | Rassemblement pour Initiative Citoyenne | 0                  | 0,00               |                   |                   |

### 2ecirconscription(Issoudun - La Châtre)
| Nom du candidat         | Parti               | Résultats 1er tour | Résultats 1er tour | Résultats 2e tour | Résultats 2e tour |
| Nom du candidat         | Parti               | Voix               | %                  | Voix              | %                 |
| ----------------------- | ------------------- | ------------------ | ------------------ | ----------------- | ----------------- |
| Nicolas Forissier       | UMP                 |                    | 46,73              |                   | 54,15             |
| Marie-Françoise Bechtel | MRC                 |                    | 21,24              |                   | 45,85             |
| Vanik Berberian         | UDF - MoDem         |                    | 7,75               |                   |                   |
| Jacques Pallas          | PCF                 |                    | 5,93               |                   |                   |
| Ludovic de Danne        | FN                  |                    | 4,15               |                   |                   |
| Mathieu Michel          | LCR                 |                    | 3,08               |                   |                   |
| Jocelyne Giraud         | Les Verts           |                    | 2,80               |                   |                   |
| Bernard Barrault        | CPNT                |                    | 1,85               |                   |                   |
| Norbert Potier          | communistes         |                    | 1,61               |                   |                   |
| Jean-Marie Sornin       | LO                  |                    | 1,36               |                   |                   |
| Brigitte Courteville    | Le Trèfle           |                    | 1,19               |                   |                   |
| François Reich          | MPF                 |                    | 1,10               |                   |                   |
| Gérard Filliette        | La France en action |                    | 0,64               |                   |                   |
| Odile Gallot            | MNR                 |                    | 0,57               |                   |                   |

### 3ecirconscription(Le Blanc)
| Nom du candidat       | Parti                | Résultats 1er tour | Résultats 1er tour | Résultats 2e tour | Résultats 2e tour |
| Nom du candidat       | Parti                | Voix               | %                  | Voix              | %                 |
| --------------------- | -------------------- | ------------------ | ------------------ | ----------------- | ----------------- |
| Jean-Paul Chanteguet  | PS                   |                    | 37,73              |                   | 53,48             |
| Bernard Pousset       | UMP                  |                    | 36,34              |                   | 46,42             |
| Marie-Ange Lemaitre   | FN                   |                    | 5,48               |                   |                   |
| Sophie Guerin         | UDF - MoDem          |                    | 4,92               |                   |                   |
| Jean-Claude Pommereau | CPNT                 |                    | 2,60               |                   |                   |
| Pierre Grignard       | sans étiquette       |                    | 2,40               |                   |                   |
| Françoise Galland     | Les Verts            |                    | 2,09               |                   |                   |
| Jean-Louis Bournais   | LCR                  |                    | 1,94               |                   |                   |
| Katrine Lemaitre      | PCF                  |                    | 1,88               |                   |                   |
| Jacques Tissier       | sans étiquette       |                    | 1,31               |                   |                   |
| Catherine Moreau      | LO                   |                    | 1,05               |                   |                   |
| Bernard Reignoux      | communistes          |                    | 0,93               |                   |                   |
| Eric Phelippot        | Debout la République |                    | 0,73               |                   |                   |
| Patrick Perot         | La France en action  |                    | 0,61               |                   |                   |

## Indre-et-Loire

### 1recirconscription(Tours - Centre)
| Nom du candidat                     | Parti                              | Résultats 1er tour | Résultats 1er tour | Résultats 2e tour | Résultats 2e tour |
| Nom du candidat                     | Parti                              | Voix               | %                  | Voix              | %                 |
| ----------------------------------- | ---------------------------------- | ------------------ | ------------------ | ----------------- | ----------------- |
| Brigitte Moreau                     | FN                                 |                    |                    |                   |                   |
| Guillaume Peltier                   | MPF                                | 1888               | 5,92 %             |                   |                   |
| Renaud Donnedieu de Vabres, sortant | UMP                                |                    |                    |                   |                   |
| Colette Girard                      | UDF-MoDem                          |                    |                    |                   |                   |
| Bernard Bresteau                    | La France en action                |                    |                    |                   |                   |
| Jean-Patrick Gille                  | PS                                 |                    |                    |                   |                   |
| Abderrahmane Marzouki               | Les Verts                          |                    |                    |                   |                   |
| Pierre Texier                       | PCF                                |                    |                    |                   |                   |
| Fanny Puel                          | LCR                                |                    |                    |                   |                   |
| Étienne Cherblanc                   | LO                                 | 206                | 0,65 %             |                   |                   |
| Charlotte Lechat                    | Rassemblement initiative citoyenne | 0                  | 0,00 %             |                   |                   |
| Abd El Kader Aït Mohamed            | Gauche alternative 2007            | 279                | 0,87 %             |                   |                   |

### 2ecirconscription(Tours - Amboise)
| Nom du candidat        | Parti                              | Résultats 1er tour | Résultats 1er tour | Résultats 2e tour | Résultats 2e tour |
| Nom du candidat        | Parti                              | Voix               | %                  | Voix              | %                 |
| ---------------------- | ---------------------------------- | ------------------ | ------------------ | ----------------- | ----------------- |
| Jean Guimard           | FN                                 |                    |                    |                   |                   |
| Emile Paccard          | MNR                                |                    |                    |                   |                   |
| Stanislas de Laruffie  | MPF                                |                    |                    |                   |                   |
| Claude Greff, sortante | UMP                                |                    |                    |                   |                   |
| Catherine Lalot        | UDF-MoDem                          |                    |                    |                   |                   |
| Mireille Fessler       | La France en action                |                    |                    |                   |                   |
| Mélanie Fortier        | PRG                                |                    |                    |                   |                   |
| Yolande Brives         | MRC                                |                    |                    |                   |                   |
| Jean-Claude Bragoulet  | Les Verts                          |                    |                    |                   |                   |
| Dominique Touraine     | PCF                                |                    |                    |                   |                   |
| Gérald Gaschet         | LCR                                |                    |                    |                   |                   |
| Sylvie Thiébault       | LO                                 |                    |                    |                   |                   |
| Paul Olivier           | PT                                 |                    |                    |                   |                   |
| Huguette Froehlich     | Rassemblement initiative citoyenne |                    |                    |                   |                   |
| Patricia Boissy        | CPNT                               |                    |                    |                   |                   |

### 3ecirconscription(Loches - Saint-Pierre-des-Corps)
| Nom du candidat                | Parti               | Résultats 1er tour | Résultats 1er tour | Résultats 2e tour | Résultats 2e tour |
| Nom du candidat                | Parti               | Voix               | %                  | Voix              | %                 |
| ------------------------------ | ------------------- | ------------------ | ------------------ | ----------------- | ----------------- |
| Jean Verdon                    | FN                  |                    |                    |                   |                   |
| Evelyne Vignon                 | MNR                 |                    |                    |                   |                   |
| Marguerite Olphe-Galliard      | MPF                 |                    |                    |                   |                   |
| Jean-Jacques Descamps, sortant | UMP                 |                    |                    |                   | 49,88             |
| Elisabeth Lemaure              | UDF-MoDem           |                    |                    |                   |                   |
| Annick Coutant                 | La France en action |                    |                    |                   |                   |
| Marisol Touraine, élue         | PS                  |                    |                    |                   | 50,22             |
| Koffi Ghyamphy                 | MRC                 |                    |                    |                   |                   |
| Caroline Deforges              | Les Verts           |                    |                    |                   |                   |
| Marie-France Beaufils          | PCF                 |                    |                    |                   |                   |
| Roland Blanchon                | LCR                 |                    |                    |                   |                   |
| Michel Deguet                  | LO                  |                    |                    |                   |                   |
| Christophe Heurtin             | CPNT                |                    |                    |                   |                   |

### 4ecirconscription(Chinon - Joué-lès-Tours)
| Nom du candidat                | Parti               | Résultats 1er tour | Résultats 1er tour | Résultats 2e tour | Résultats 2e tour |
| Nom du candidat                | Parti               | Voix               | %                  | Voix              | %                 |
| ------------------------------ | ------------------- | ------------------ | ------------------ | ----------------- | ----------------- |
| Armelle Gantier                | FN                  |                    |                    |                   |                   |
| Patrick Lepers                 | MPF                 |                    |                    |                   |                   |
| Hervé Novelli, sortant         | UMP                 |                    |                    |                   |                   |
| Jean-Luc Navard                | UDF-MoDem           |                    |                    |                   |                   |
| Patrick le Berre               | La France en action |                    |                    |                   |                   |
| Philippe Le Breton             | PS                  |                    |                    |                   |                   |
| Marie-Claire Robin             | Les Verts - GA 2007 |                    |                    |                   |                   |
| Nathalie Christiaens           | Le Trèfle           |                    |                    |                   |                   |
| Jean-Marie Lepezel             | PCF                 |                    |                    |                   |                   |
| Marie-Paule Collard-Bouteiller | LCR                 |                    |                    |                   |                   |
| Jean-Jacques Prodhomme         | LO                  |                    |                    |                   |                   |
| Xavier Boissy                  | CPNT                |                    |                    |                   |                   |

### 5ecirconscription(Tours - Nord-Ouest)
| Nom du candidat          | Parti               | Résultats 1er tour | Résultats 1er tour | Résultats 2e tour | Résultats 2e tour |
| Nom du candidat          | Parti               | Voix               | %                  | Voix              | %                 |
| ------------------------ | ------------------- | ------------------ | ------------------ | ----------------- | ----------------- |
| Nelly Bertrand           | FN                  |                    |                    |                   |                   |
| Jeanette Crouin          | MNR                 |                    |                    |                   |                   |
| Hélène Gilot             | MPF                 |                    |                    |                   |                   |
| Philippe Briand, sortant | UMP                 |                    |                    |                   |                   |
| Elisabeth Kergoat        | UDF-MoDem           |                    |                    |                   |                   |
| Sébastien Souchu         | La France en action |                    |                    |                   |                   |
| Claude Roiron            | PS                  |                    |                    |                   |                   |
| Marianne Goubard         | CPNT                |                    |                    |                   |                   |
| Roukia Atteye            | Les Verts           |                    |                    |                   |                   |
| Robert Bryche            | Le Trèfle           |                    |                    |                   |                   |
| Elisabeth Maugars        | PCF                 |                    |                    |                   |                   |
| Nicole Legeay            | LO                  |                    |                    |                   |                   |
| Yves Héricier            | PT                  |                    |                    |                   |                   |
| Sylvie Mercier           | LCR                 |                    |                    |                   |                   |

## Loir-et-Cher

### 1recirconscription(Blois)
| Nom du candidat            | Parti           | Résultats 1er tour | Résultats 1er tour | Résultats 2e tour | Résultats 2e tour |
| Nom du candidat            | Parti           | Voix               | %                  | Voix              | %                 |
| -------------------------- | --------------- | ------------------ | ------------------ | ----------------- | ----------------- |
| Nicolas Perruchot, sortant | PSLE ex-UDF     |                    | 42,34              |                   | 50,31             |
| Geneviève Baraban          | PS              |                    | 30,25              |                   | 49,69             |
| Miguel de Peyrecave        | FN              |                    | 7,46               |                   |                   |
| Catherine Fourmond         | Les Verts       |                    | 4,84               |                   |                   |
| Marie-Anne Clément         | LCR             |                    | 3,70               |                   |                   |
| Virginie Lacaille          | MPF             |                    | 3,51               |                   |                   |
| Laurianne Delaporte        | PCF             |                    | 3,13               |                   |                   |
| Emmanuelle Faure           | CPNT            |                    | 1,89               |                   |                   |
| Sarah Laurent              | Le Trèfle-NEHNA |                    | 1,68               |                   |                   |
| Maryline Kergreis          | LO              |                    | 1,20               |                   |                   |

### 2ecirconscription(Romorantin-Lanthenay)
| Nom du candidat                 | Parti               | Résultats 1er tour | Résultats 1er tour | Résultats 2e tour | Résultats 2e tour |
| Nom du candidat                 | Parti               | Voix               | %                  | Voix              | %                 |
| ------------------------------- | ------------------- | ------------------ | ------------------ | ----------------- | ----------------- |
| Patrice Martin-Lalande, sortant | UMP                 |                    |                    |                   |                   |
| Jeanny Lorgeoux                 | PS                  |                    |                    |                   |                   |
| Jean-Pierre Albertini           | UDF-MoDem           |                    |                    |                   |                   |
| Jean-Claude Delanoue            | PCF                 |                    |                    |                   |                   |
| Philippe Gauthier               | Les Verts           |                    |                    |                   |                   |
| Dominique Aubrun                | LO                  |                    |                    |                   |                   |
| Alain Retsin                    | FN                  |                    |                    |                   |                   |
| Elsa Petit-Hassan               | LCR                 |                    |                    |                   |                   |
| Valérie Clément                 | CPNT                |                    |                    |                   |                   |
| Jeannine Houry                  | MPF                 |                    |                    |                   |                   |
| John Derré                      | La France en action |                    |                    |                   |                   |
| Gérard Viginier                 | MNR                 |                    |                    |                   |                   |
| Étienne Bourgeois               | MEI                 |                    |                    |                   |                   |
| Claude Lécaille                 | "Communistes"       |                    |                    |                   |                   |

### 3ecirconscription(Vendôme)
| Nom du candidat        | Parti                   | Résultats 1er tour | Résultats 1er tour | Résultats 2e tour | Résultats 2e tour |
| Nom du candidat        | Parti                   | Voix               | %                  | Voix              | %                 |
| ---------------------- | ----------------------- | ------------------ | ------------------ | ----------------- | ----------------- |
| Maurice Leroy, sortant | PSLE ex-UDF             |                    | 36,54              |                   | 58,29             |
| Marie-Hélène Vidal     | PS                      |                    | 21,99              |                   | 41,71             |
| Jean-Yves Narquin      | UMP diss.-Divers droite |                    | 18,86              |                   |                   |
| Jeanne Dumont          | FN                      |                    | 5,46               |                   |                   |
| Patrick Callu          | PCF                     |                    | 5,02               |                   |                   |
| Florent Grospart       | Les Verts               |                    | 3,91               |                   |                   |
| Fabien Poidevin        | LCR                     |                    | 2,37               |                   |                   |
| Claude Bonnin          | CPNT                    |                    | 1,80               |                   |                   |
| Christine Spitz        | MPF                     |                    | 1,66               |                   |                   |
| Éric Labbé             | La France en action     |                    | 1,20               |                   |                   |
| Alain Lombard          | LO                      |                    | 1,18               |                   |                   |

## Loiret

### 1recirconscription(Orléans - Sud-Ouest)
| Nom du candidat        | Parti               | Résultats 1er tour | Résultats 1er tour | Résultats 2e tour | Résultats 2e tour |
| Nom du candidat        | Parti               | Voix               | %                  | Voix              | %                 |
| ---------------------- | ------------------- | ------------------ | ------------------ | ----------------- | ----------------- |
| Olivier Carré          | UMP                 |                    |                    |                   |                   |
| Marie-Madeleine Mialot | PS                  |                    |                    |                   |                   |
| Yves Clément           | UDF-MoDem           |                    |                    |                   |                   |
| Annick Courtat         | Divers droite       |                    |                    |                   |                   |
| Jean-Philippe Grand    | Les Verts           |                    |                    |                   |                   |
| Michel Ricoud          | PCF                 |                    |                    |                   |                   |
| Christiane Hauchère    | LO                  |                    |                    |                   |                   |
| Bruno Agius            | FN                  |                    |                    |                   |                   |
| Grétel Miclo           | LCR                 |                    |                    |                   |                   |
| Thierry Geraud         | MPF                 |                    |                    |                   |                   |
| Sophie Gallou          | La France en action |                    |                    |                   |                   |

### 2ecirconscription(Orléans - Nord-Ouest)
| Nom du candidat     | Parti          | Résultats 1er tour | Résultats 1er tour | Résultats 2e tour | Résultats 2e tour |
| Nom du candidat     | Parti          | Voix               | %                  | Voix              | %                 |
| ------------------- | -------------- | ------------------ | ------------------ | ----------------- | ----------------- |
| Moïsette Crosnier   | Les Verts      |                    |                    |                   |                   |
| Farida Megdoud      | Extrême gauche |                    |                    |                   |                   |
| Michel Guérin       | PCF            |                    |                    |                   |                   |
| Serge Grouard       | UMP            |                    |                    |                   |                   |
| Christophe Chaillou | PS             |                    |                    |                   |                   |
| Patrick Peraud      | Divers         |                    |                    |                   |                   |
| François René       | Extrême droite |                    |                    |                   |                   |
| Dominique Bègue     | MPF            |                    |                    |                   |                   |
| Sabrina Duchesne    | FN             |                    |                    |                   |                   |
| Chantal Thabourin   | Extrême gauche |                    |                    |                   |                   |
| Maryse Retali       | Ecologiste     |                    |                    |                   |                   |
| Cécile Richard      | UDF-MoDem      |                    |                    |                   |                   |

### 3ecirconscription(Orléans - Sud-Est)
| Nom du candidat      | Parti          | Résultats 1er tour | Résultats 1er tour | Résultats 2e tour | Résultats 2e tour |
| Nom du candidat      | Parti          | Voix               | %                  | Voix              | %                 |
| -------------------- | -------------- | ------------------ | ------------------ | ----------------- | ----------------- |
| Florent Montillot    | Divers droite  |                    | 18,51 %            |                   |                   |
| Candidat FN          | FN             |                    | 4,84 %             |                   |                   |
| Micheline Prahecq    | PS             |                    | 24,07 %            |                   |                   |
| Serge Henriot        | Extrême gauche |                    | 0,31 %             |                   |                   |
| Jean-Louis Bernard   | UMP            |                    | 30,72 %            |                   |                   |
| Abdelkrim Saadani    | Extrême gauche |                    | 0,79 %             |                   |                   |
| Christiane Le Pennec | PCF            |                    | 2,35 %             |                   |                   |
| Dominique Claisse    | Divers         |                    | 0,83 %             |                   |                   |
| Marie Robert         | Extrême droite |                    | 0,51 %             |                   |                   |
| Dominique Ronceray   | Les Verts      |                    | 3,46 %             |                   |                   |
| Véronique Boisson    | Ecologiste     |                    | 0,99 %             |                   |                   |
| Michel Delporte      | MPF            |                    | 1,31 %             |                   |                   |
| Eddy Talbot          | Extrême gauche |                    | 2,28 %             |                   |                   |
| Alexandrine Leclerc  | UDF-Modem      |                    | 9,03 %             |                   |                   |

### 4ecirconscription(Montargis - Gien)
| Nom du candidat       | Parti          | Résultats 1er tour | Résultats 1er tour |     |  |
| Nom du candidat       | Parti          | Voix               | %                  |     |  |
| --------------------- | -------------- | ------------------ | ------------------ | --- |  |
| Bernard Chauvet       | FN             | 3 888              | 6,98               |     |  |
| Jean-Pierre Door      | UMP            | 28 469             | 51,14              | ÉLU |  |
| Sylvie Vauvilliers    | PCF            | 2 312              | 4,15               |     |  |
| Brigitte Haxaire      | MPF            | 662                | 1,19               |     |  |
| Frank Thieblemont     | Les Verts      | 1 294              | 2,32               |     |  |
| Mme Dominique Clergue | Extrême gauche | 617                | 1,11               |     |  |
| Anthony Lucien        | Extrême droite | 439                | 0,79               |     |  |
| Catherine De Metz     | Divers droite  | 459                | 0,82               |     |  |
| François Bonneau      | PS             | 11 974             | 21,51              |     |  |
| Raynaldo Ruiz         | Extrême gauche | 819                | 1,47               |     |  |
| Georges Perilli       | Écologiste     | 616                | 1,11               |     |  |
| Monique Bosset        | UDF-MoDem      | 3 272              | 5,88               |     |  |
| Philippe Willeaume    | CPNT           | 845                | 1,52               |     |  |

### 5ecirconscription(Fleury-les-Aubrais - Pithiviers)
| Nom du candidat                  | Parti                                 | Résultats 1er tour | Résultats 1er tour | Résultats 2e tour | Résultats 2e tour |
| Nom du candidat                  | Parti                                 | Voix               | %                  | Voix              | %                 |
| -------------------------------- | ------------------------------------- | ------------------ | ------------------ | ----------------- | ----------------- |
| Jean Paul Charié                 | UMP                                   |                    |                    |                   |                   |
| Patrick Lamiable                 | LO                                    |                    |                    |                   |                   |
| Hortense Harang                  | UDF-MoDem                             |                    |                    |                   |                   |
| Carole Canette                   | PS - avec le soutien du PRG et du MRC |                    |                    |                   |                   |
| Sylvie Bigot                     | LCR                                   |                    |                    |                   |                   |
| Emmanuelle Breton                | communistes                           |                    |                    |                   |                   |
| Olivier Garcin                   | Le Trèfle                             |                    |                    |                   |                   |
| Véronique Jamet                  | FN                                    |                    |                    |                   |                   |
| Aurélie Josse                    | MNR                                   |                    |                    |                   |                   |
| Nadine Lacrampe-Cuyaubere-Flieut | CPNT                                  |                    |                    |                   |                   |
| Marie-Thérèse Noël               | Les Verts                             |                    |                    |                   |                   |
| Daniel Prevoteaux                | La France en action                   |                    |                    |                   |                   |
| Thierry Vasseur                  | MNR                                   |                    |                    |                   |                   |